# Армін Пфаффендорф
Армін Пфаффендорф (нім. Armin Pfaffendorf; 16 листопада 1919 — 18 січня 1944) — німецький льотчик-ас розвідувальної авіації, гауптман люфтваффе. Кавалер Лицарського хреста Залізного хреста.

## Біографія
Службу розпочав в 9-й батареї 19-го артилерійського полку. Після закінчення училища повітряних спостерігачів сухопутних військ зарахований в 3-ю ескадрилью (розвідки сухопутних військ) 23-ї розвідувальної групи. Учасник Німецько-радянської війни, літав у складі 1-ї ескадрильї (розвідки сухопутних військ) 13-ї розвідувальної групи. В грудні 1942 року отримав важкі поранення, а після одужання був переведений в 1-у батарею 184-го дивізіону штурмових гармат, де знову був поранений. В жовтні 1943 року переведений в 200-й запасний і навчальний дивізіон штурмових гармат. Потім призначений командиром 1-ї батареї 184 дивізіону штурмових гармат. Загинув у бою.

## Нагороди
- Комбінований Знак Пілот-Спостерігач
- Залізний хрест 2-го і 1-го класу
- Нагрудний знак «За поранення» в чорному — за поранення, отримане 25 червня 1941 року.
- Лицарський хрест Залізного хреста (22 травня 1942)
- Авіаційна планка розвідника в бронзі